# Proteoglicà
Els proteoglicans representen una classe especial de glicoproteïna que són altament glicosilades. Consisteixen en un centre proteic amb una o més cadenes de glicosaminoglicans (GAG)s unides covalentment. Aquestes cadenes de glicosaminoglicans (GAG) són llargs polímers de carbohidrats linears que estan carregats negativament en condicions fisiològiques, a causa de la presència de grups sulfat i de grups d'àcid urònic.

## Tipus
Els proteoglicans poden ser categoritzats depenent de la naturalesa de les seves cadenes de glicosaminoglicans. Aquestes cadenes poden ser:
- Sulfat de condroïtina i sulfat dermatà.
- heparina i heparan sulfat.
- sulfat de queratan

També poden ser categoritzats per mida.

## Funció
Els proteoglicans són el component fonamental de la matriu extracel·lular animal, constitueixen, per dir-ho així, la principal substància que omple els espais que existeixen entre les cèl·lules de l'organisme. Aquí formen grans complexos, tant amb altres proteoglicans, hialuronans i proteïnes de la matriu fibrosa (com el col·lagen). També estan involucrats en la unió de cations (tals com al sodi, potassi i calci) i aigua, i també regulen el moviment de molècules dins de la matriu. L'evidència també mostra que poden afectar l'activitat i estabilitat de les proteïnes i molècules de senyal dins de la matriu. Les funcions individuals dels proteoglicans poden ser atribuïdes tant al centre proteic com a les cadenes GAG unides.

## Síntesi
El component proteic dels proteoglicans és sintetitzat pels ribosomes i translocació a l'interior del reticle endoplasmàtic rugós. La glicosilació del proteoglicà ocorre en l'aparell de Golgi en molts passos enzimàtics. El proteoglicà completat és exportat a vesícules secretores a la matriu extracel·lular de la cèl·lula.

## Malalties associades a proteoglicans
Una inhabilitat de trencar els proteoglicans és característica d'un grup de trastorns genètics, anomenats mucopolisacaridosis. La inactivitat d'enzims lisosomàtics específics que normalment degraden els glicosaminoglicans, porten a l'acumulació de proteoglicans a les cèl·lules. Això condueix a una varietat de símptomes, depenent del tipus de proteoglicà que no és degradat.